# Zygophyxia larseni
Zygophyxia larseni is een vlinder uit de familie spanners (Geometridae). De wetenschappelijke naam van deze soort is voor het eerst geldig gepubliceerd in 1982 door Wiltshire.
De soort komt voor in tropisch Afrika.